# Серђо Канаверо
Серђо Канаверо (итал. Sergio Canavero; рођен 1964) је италијански неурохирург и аутор који је привукао велику пажњу медија наводећи, током 2015. године, да ће он бити у стању да изврши прву трансплантацију људске главе до 2017. године. Валериј Спиридонов тридесетогодишњи руски програмер. Након што се добровољно пријавио да постане прва особа на којој ће бити извршен овај невероватан подухват, пати од ретке болести губљења мишића, познате као Вердниг Хофманова болест.